# (35204) 1994 PV15
1994 PV15 (asteroide 35204) é um asteroide da cintura principal. Possui uma excentricidade de 0.06081720 e uma inclinação de 6.28621º.
Este asteroide foi descoberto no dia 10 de agosto de 1994 por Eric Walter Elst em La Silla.